# Symfonie nr. 8 (Penderecki)
Krzysztof Penderecki componeerde zijn Symfonie nr. 8 “Lieder der Vergänglichkeit” in 2005. Net als de voorganger is hij gecomponeerd voor solisten, koor en orkest. Stond nummer 7 in het kader van festiviteiten, nummer 8 is veel ingetogener. Ze beschrijft het verhaal van de mens, van geboorte tot sterfte aan de hand van een aantal gedichten of fragmenten daarvan. Daarmee valt het qua gedachtegang in de categorie waar ook de veertiende symfonie van Dmitri Sjostakovitsj in valt. De première werd verzorgd door Bramwell Tovey in Luxemburg met het Luxemburgs Filharmonisch Orkest, daarna volgden uitvoeringen in Polen (naxos-bezetting), maar ook bijvoorbeeld in Venezuela en China onder leiding van de componist. De symfonie werd anno 2008 ook tweemaal in Nederland uitgevoerd:
- 24 januari 2008; De Harmonie in Leeuwarden door het Noord Nederlands Orkest m.m.v. Noord-Nederlands Concertkoor o.l.v. Tovey;
- 25 januari 2008: De Oosterpoort in Groningen; idem

## Samenstelling uitvoering
- sopraan, mezzosopraan, bariton;
- gemengd koor
- 3x dwarsfluit (waarvan 1e ook bamboefluit; 2e ook altdwarsfluit; 3e ook piccolo); 2x hobo; 1x Engelse hoorn; 3x klarinet (waarvan 2e ook A-klarinet en 3e ook basklarinet); 2x fagot; 1x contrafagot;
- 4x hoorn; 3x trompet, 3x trombone, 1x tuba
- 4x slagwerk, waaronder klokkenspel, xylofoon en marimba
- 1x harp, 1x celesta
- strijkinstrumenten
- 1x bastrompet in de zaal.

## Delen
1. Nachts, (tekst Joseph von Eichendorff) voor mezzosopraan en koor
2. Ende des Herbstes (1e strofe) (tekst:Rainer Maria Rilke) voor koor
3. Bei einer Linde (Eichendorff) voor bariton
4. Flieger (Karl Kraus) voor bariton
5. Frülingsnacht (Hermann Hesse) voor bariton
6. Ende de Herbstes (2e strofe) voor koor
7. Sag’ ich’s euch, geliebte Bäume? (Johann Wolfgang von Goethe) voor sopraan en koor
8. Im Nebe; (Hesse) voor sopraan en koor
9. Vergänglichkeit (Hesse) voor sopraan en koor
10. Ende des Herbstes (3e strofe) voor koor
11. Herbsttag (Rilke) voor bariton
12. O grüner Baum des Lebens (Achim von Arnim)

## Bron en discografie
- Uitgave Naxos: Michaela Kaune sopraan; Agnieszka Rehlis mezzosopraan; Wojtek Drabowicz bariton; Filharmonisch Orkest en Koor van Warschau o.l.v. Antoni Wit

Nr. 1 · Nr. 2 · Nr. 3 · Nr. 4 · Nr. 5 · Nr. 6 · Nr. 7 · Nr. 8